# Jan Konůpek
Jan Konůpek (10. října 1883 Mladá Boleslav – 13. března 1950 Praha) byl český grafik, malíř, ilustrátor a rytec, příležitostný výtvarný kritik.

## Život
Narodil se jako nejstarší ze tří synů gymnaziálního profesora Jana Konůpka staršího a jeho manželky Anny, rozené Šťastné. Když 
absolvoval nižší třídy gymnázia v Novém Bydžově, získal otec od září 1899 místo profesora na reálném gymnáziu v Křemencové ulici v Praze, rodina se přestěhovala do Nového Města pražského a Jan roku 1901 odmaturoval na tomto reálném gymnáziu. V letech 1903–1906 studoval architekturu u profesorů Kouly a Schulze na ČVUT v Praze. Na polytechnice se seznámil s P. Janákem a V. V. Štechem, kteří ovlivnili jeho rozhodnutí studovat výtvarnou školu. V letech 1906–1908 absolvoval AVU v Praze, kde studoval v ateliéru pro monumentální malbu Maxmiliána Pirnera, u prof. V. Bukovace a u grafika Alessandra  de Pian.
S malířem Emilem Pacovským založil již při studiu na AVU grafickou revui Veraikon, později se stal členem Sdružení českých umělců grafiků Hollar. V roce 1911 spoluzaložil skupinu symbolistních grafiků Sursum, spoluzakládal také družstvo Artěl (1908). Roku 1913 se stal se  členem Spolku výtvarných umělců Mánes, z něhož roku 1929 zase vystoupil. Spolupracoval s katolickou revuí Meditace a od roku 1910 vedl s Emilem Pacovským její výtvarnou redakci. V letech 1913–1914 byl výtvarným referentem časopisu Pokroková revue.
Po ukončení studií krátce žil v Praze, pak působil jako profesor kreslení na střední průmyslové škole v Plzni. V Plzni byl spoluzakladatelem čtrnáctideníku Předboj (1917). Roku 1923 se vrátil do Prahy, kde vyučoval na Státní grafické škole až do roku 1932. V Praze-Střešovicích žil s manželkou a synem Jiřím až do smrti ve své vile čp. 748/48 ve Střešovické ulici, kde měl také grafickou oficínu. Tiskl většinou lept, suchou jehlu nebo linoryt. 
Od roku 1946 byl řádným členem České akademie věd a umění.
Publikoval články o výtvarném umění a grafice v časopise Veraikon, Vzlet, Přerod, Hollar, Okénko do dílny umělcovy, Panorama, Typografia, aj.
Zemřel roku 1950 a byl pohřben na Olšanských hřbitovech.

## Dílo
Jeho grafiky jsou inspirované mystikou a vizionářstvím. Za nejvýznamnější jsou považována jeho díla z počátku 20. století, která jsou ovlivněna symbolismem a stylizována dle secesní klimtovské ornamentiky. Konůpka ovlivnil německý a severský expresionismus, přechodně i kubismus, jehož některé prvky se staly natrvalo součástí jeho výtvarného projevu, v některých dílech se dostal až k orfismu.
Po první světové válce se vrátil k typům svých raných děl, ale staví je racionálně, zvláště v ilustracích chybí dřívější expresivita. Podílel se na ilustraci symbolistní a klasické literatury (K. J. Erben: Kytice, K. H. Mácha: Máj, Ladislav Klíma: Vlastní životopis, Edgar a Eura atd.), vytvořil i samostatné grafické cykly věnované velké části české a světové literatury. Mnoho z jeho prací byla inspirována gotickou a barokní architekturou a mystikou středověku. Věnoval se také tvorbě ex libris.
Vyzdobil většinu bibliofilských tisků litomyšlského Josefa Portmana.

## Galerie

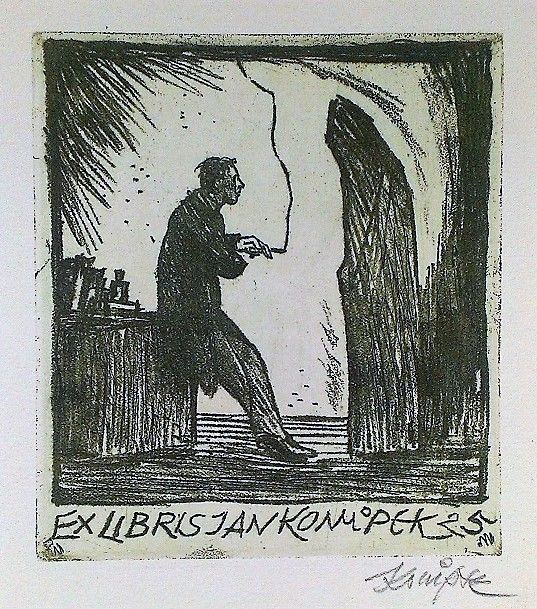
Exlibris Jana Konůpka (1925)
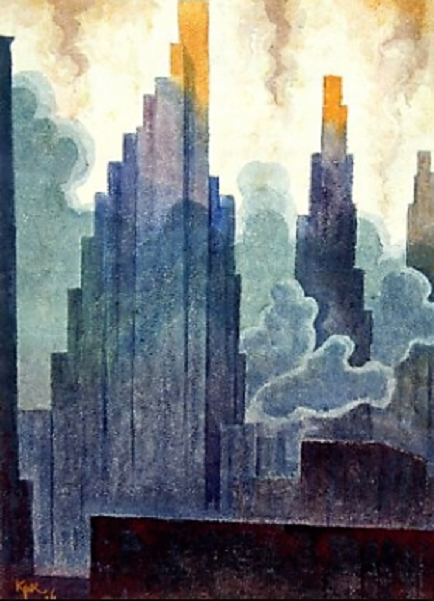
Kubistická architektura, akvarel (1926)
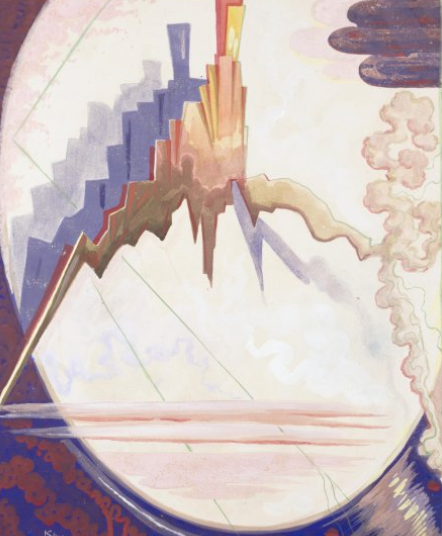
Vejce a vesmír, akvarel - kvaš, (1929)
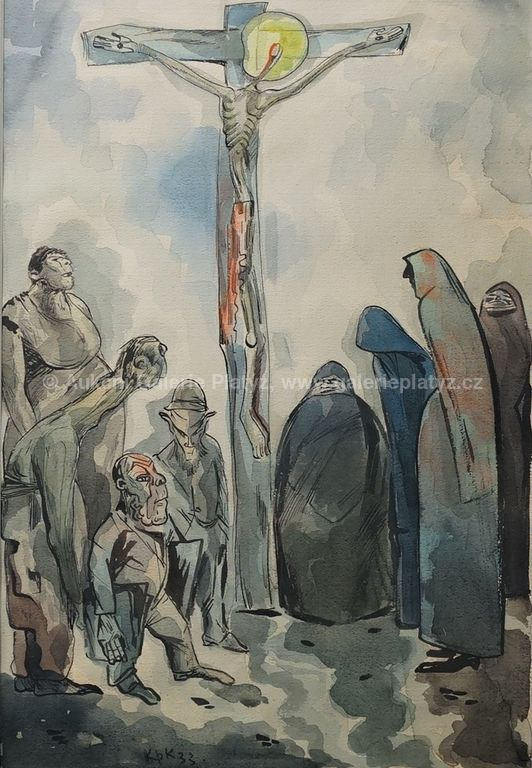
Pod křížem (1933), kombinovaná technika/papír
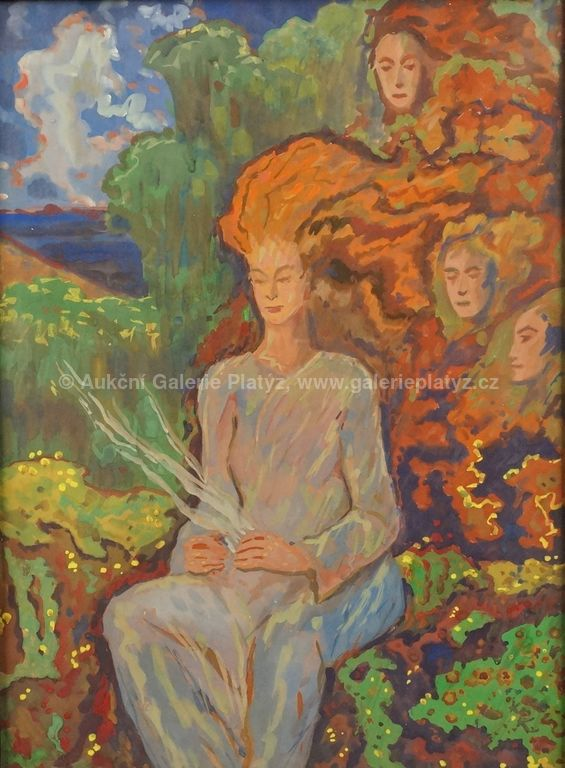
Lesní víla, tempera/papír
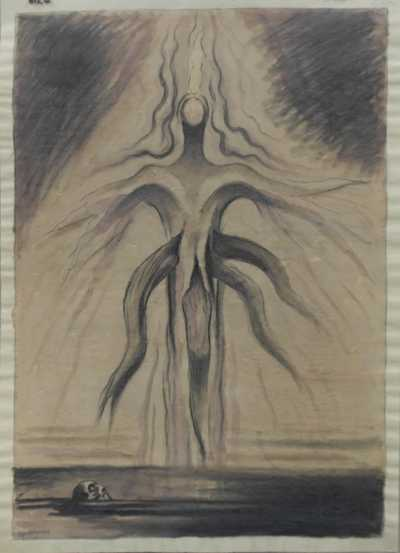
Egodeismus, kombinovaná technika/akvarel/papír

### Publikace (výběr)
- Arno Nauman, Praha 1941
- Život v umění (grafické portréty současníků, viněty aj. drobné grafické listy), bibliofilský tisk Jan Pohořelý Praha 1947[11]